# Señor

Corona de señor.

Corona española de descendiente de señor.

Señor es un arquetipo universal, en antropología presupone algún modo de potestad, cierta nobleza, connotaciones de heroicidad. Tiene el mismo significado el femenino señora. Desde los arcanos del tiempo inmemorial y en sentido onomástico se aplica como un prenombre en las expresiones «señor de los ejércitos», «señor del reino», «señor de la casa de»…
También se significa como una legítima soberanía, natural o positiva, un dominio o jefatura sobre algo. Cuando es referente a un sujeto militar o político «elegible» (imperator) o «sucesible» (rey), es Señor de vasallos o súbditos (dominus, domino, dominator…).
Por etimología y en la nobiliaria política y civil «clásica», Señor es una forma de nobleza, esta se atribuye a quien presenta facultades que se fundamentan, de forma concomitante, en las virtudes cardinales, (la causa) que llevan a la honra (el efecto) y obtienen un honor públicamente reconocido (el premio). Así conceptuado, se constituye en un atributo personal intransferible, honorífico de dignidad, respeto y preeminencia social. Un título nobiliario es la escritura o matrícula que certifica y acredita una honra en libros y registros, de forma pública.

Los romanos dedicaron un templo a la honra y a la virtud, que estaba por medio dividido con una pared para que se viese que no era lo mismo honra que virtud, sino que la virtud era la causa y la honra el efecto: la una el merecimiento y la otra el premio: la virtud la raíz y la honra el fruto de la virtud. Y así el Templo de la honra no tenía puerta, sino que por la puerta del Templo de la virtud se entraba a él.
Valerio Máximo

Hoy en día se utiliza como expresión de respeto y dentro de tratamientos protocolarios comunes para referirse a una persona, generalmente adulta y/o casada.

## Vocablos
Algunos vocablos que significan señor son: en italiano, Signore y Monsignore. En provenzal, Senhor. En francés antiguo, Seigneur. En francés, Monsieur. Reino de Aragón, Mosen. Árabe, Cid. Indio de América, Cim (puesto tras el nombre).

## Antítesis
En política clásica, la antítesis o el antagonismo de Señor son el tirano y el déspota, con connotaciones de usurpador, señor ilegítimo o impropio para la mayoría de autores clásicos, como los usurpadores romanos. Y así la glosa de las partidas dice que: «Los reyes son guardados por los ciudadanos con su armas, mientras los tiranos son defendidos por mercenarios extranjeros», citando a Aristóteles en (3, Política, 10).

## Etimologías

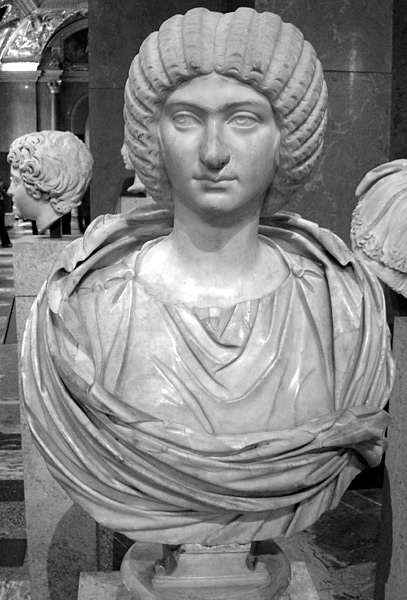
Julia Domna. Uno de los varios titulus de esta Emperatriz de Roma, «Domina» o «la señora que manda», esposa de Septimio Severo.

Señor. Sánscrito, sanas, «viejo». Griego, énos, «antiguo». Latín, senior, comparativo de senex, «anciano». Domin. Sánscrito, dam, «vencer», Latín, dominus, «señor». Don por dom, abreviatura de dominus. Doña. Latín, donna, de domna, de domina, «la señora que manda». Imperar. Latín, impero, «mandar», de in, «sobre» y paro, «disponer». Rey, de rego, «regir», sánscrito, rajas, «soberano», de la raíz raj, «sobresalir», «brillar». Jefe. Griego kephales, «cabeza». Her. Raíz de héroe, del griego eeroos, «ilustre». Título. Latín, titulus del griego titos de tioo, «honrar».

### Etimología romana
Si bien señores y señoríos hubo en todas las culturas antiguas que tuvieron reyes, según Jerónimo Zurita, Ambrosio de Morales, Juan Guardiola y otros, los romanos usaban de dos etimologías complementarias para expresar señor:
- Nobilis, se deriva del verbo Nosco, que es conocer, y así Nobiles es lo mismo que Noscivitas, de suerte que se llaman Nobiles, porque son conocidos, notables o notorios, en su calidad y sangre, según Pompeyo Festo, Nonio Marcelino, Tiraquelo, Casaneo y otros. Alude a esto Virgilio en sus eneidas, «in medio sub montibus altis Nobilis», que es lo mismo que Notus o Notabilis.

- Este nombre señor se deriva de «senior» vocablo latino, que quiere decir literalmente el más viejo. En el Senado romano, lo usaban en traditio o tradición de su leyenda fundacional para dirigirse a sus primeros senator, senadores constituyentes, que por denotar en estos la sabiduría y porque gobernaban, dice Tito Livio llamaron los senes. Lo mismo afirma Ovidio en sus Fastos: a senibus nomen dulce Senatus babet. Cierta o no, la leyenda referencia de romanos decía algo semejante a esto:

- Rómulo creó el Senado ―compuesto por 100 personas conocidas como patres, cuyos descendientes fueron los patricios.

En la Edad Antigua se usaba la analogía de que lo sabio presupone conocimientos, si también criterios doctos, conductas «buenas» y «rectas» (derecho), destreza y experiencia, esto requiere tiempo y memoria, homología de vejez. De aquí se deriva también «Senado» que significa congregación de «senes» o «seniores» o de sabios viejos.
Los senadores legendarios de la Antigua Roma eran reverenciados como «ilustres» y titulados «de sangre» respecto a otros senadores no primados. De aquí procede la expresión «nobleza de sangre» y su homología «nobleza inmemorial». A las mujeres de estos senadores se las refería también como «ilustres».

## Historia
Roma universaliza los títulos nobiliarios y honoríficos mediante su propia cultura y el derecho de gentes, digesto que contemplaba los usos y costumbres de los reinos de aquellas culturas inmemoriales que les precedían, que ya conocían del significante señor por haber tenido reyes y nobles, como en la cuenca del Mediterráneo Egipto y Grecia, entre muchas otras. Como en otras culturas, en Roma también se usaban protocolos de nobleza como los tocados honoríficos, corona civil, corona triunfal, corona gramínea… que expresaban públicamente algún tipo de virtud o título (honra), como en los Triunfos.
De entre los pueblos antiguos de Italia y del Ager Romanus salieron los señores de los primeros habitantes de Roma. Según la tradición histórica eran latinos venidos de los reinos de Alba Longa, estableciéndose en el monte Palatino, luego se unieron los del monte Quirinal que eran Sabinos, resultando los Romaní y los Quirites. Después los etruscos como tercera población, de aquí resultaron las tres tribus Ramnes (latinos), Talies (sabinos), Luceres (etruscos).

### Roma
En origen, Roma era una ciudad aristocrática, militar y agrícola dirigida por un rey (rex). Los poderes políticos estaban encomendados tanto al rey como al senado y a los comicios. Los títulos nobiliarios, cuyo origen sea roma, están imbuidos del Gobierno de la Antigua Roma, (Monarquía, República, Principado y Dominado), de la historia de las instituciones y de sus tres estados políticos:

#### Primer estado
La Monarquía romana protagoniza la fundación de Roma, el nacimiento del derecho romano. Con el electo rey Rómulo, las siete colinas estaban pobladas y configuradas en tribus, cada tribu en curias y cada curia en decurias. Las tribus gobernadas por tribunos, las curias por curiones y las decurias por decuriones. De cada tribu se escogían aquellos que por nacimiento, acciones heroicas o notables se habían hecho «ilustres» y se les daba el nombre de patricios, los demás eran llamados plebeyos, (patres et plebs).
- Rex, era el jefe de la población armada, su general en tiempo de guerra, reunía el poder ejecutivo llamado imperium y otro dictatorial respecto a extranjeros. Era sumo sacerdote y protector de los sacra, mas no del culto (dogmas religiosos, fiestas). Distribuía la posesión de las tierras conquistadas, presidía el senado y los comicios, presentaba los proyectos de ley (rogationes). El reinado no era hereditario, sin embargo uno de sus parientes podía esperarse suceder.

- Senado, era la asamblea romana permanente de los seniores de 300 gentes o curiae. El número de senadores y de las gentes estaba arreglado a los 300 días del año lunar adoptado en roma. Todas las ciudades de la antigüedad han tenido senado y en Roma era el consejo perpetuo de la administración, cada una de las tres tribus aportaba cien senadores. Durante el Interregno gobernaba el senado y un día cada senador.

- Comicios, era un método de selección representativa, los más antiguos de Roma eran los curiae, llamados de las gentes o de los cuarteles. Hasta la época de Cicerón, todo mando debía ser conferido por comitia curiata luego esta quedó exclusivamente para asuntos del culto. Servio Tulio, contemporáneo de Solón, confirió a los plebeyos los primeros derechos políticos por medio de los comitia centuriata.

#### Segundo estado
La República romana temprana sucede al primer estado mediante la ley tribunicia de Lucio Junio Bruto, Tribuno de los Celeres, y será gobernada por cónsules. Se suspenderá el consulado y el tribunado mientras los Decemviros elaboran la Ley de las XII Tablas. Tras Rómulo, el primer romano en recibir el singular nombre de Padre de la Patria (fig. Señor o cabeza de la Patria) fue Cicerón durante la conjuración de Catilina, después sería Augusto.

#### Tercer estado
La Lex Hortensia resolvió la disensión del poder legislativo de roma y la Lex Regia reconvino la República en Imperio o monarquía imperial electa. Con Octavio se volvió a reunir la soberanía en el gobierno de uno, y nuevamente cada «emperador electo» titularía a su realeza, nobleza y a personajes de su intelectualidad letrada, militar y política, extensivamente al pueblo romano e incluso a las ciudades, como las eméritas.
Dicen Suetonio, Paulo Orosio y otros que Octaviano, siendo Imperator, prohibió que le llamasen «Señor» con un edicto. Empero el principal noble o el mayor «senior» de facto era el César, calificado de Nobilissimus Caesar y Princeps senatus. Cuando los gentiles (Gens) querían dar al soberano renombre, decían Padre de la Patria, que era más que César (título) o que Augusto (título) y que otros cuarenta y dos renombres y epítetos que enumeraría Pólux.
Aurelio Víctor dice: romanos rerum dominos gentemque togatam y que dominos lo usó primero Calígula y luego Domiciano. Dominus era también uno de los títulos del emperador romano, a partir de la época denominada dominado.
Guillaume Budé dice, que los romanos daban a los patricios señoríos, posesiones y dignidades por derecho de nobleza y servicios hechos a la república, mayormente en las guerras, permitiéndose la transmisión hereditaria y lo mismo dice Pomponio Leto respecto a los duques y condes romanos durante el imperio.

### Hispania romana
Después de las provincias insulares de Sicilia, de Córcega y Cerdeña, la Hispania romana fue la primera provincia continental de Roma. Con la conquista se inicia la romanización de Hispania con su misma organización política y la parte nominal de sus títulos.

### Hispania visigoda
La Hispania visigoda no hizo sino continuar el statu quo del título integrado en su política cuando lo incluyó en el Liber Iudiciorum, después llamado Fuero Juzgo, donde se lee reiteradamente la alusión al «sennor» y a los «sennores» godos occidentales o visigodos:

(…) Emulos de los romanos en esto como en otras muchas cosas los visigodos dividieron su código legal a imitación de Justiniano en doce libros, y éstos en sus títulos y leyes correspondientes, y no contentos con haber tomado el orden y método de los romanos adoptaron también muchas leyes de ellos en su legislación (…).Fuero Juzgo, RAE,1815.

La prima utilización oficial del Don en el siglo VIII por Rodrigo, el último de los reyes visigodos, y luego por Don Pelayo es posterior al más antiguo tratamiento de Señor aunque luego fue antepuesto a este:

Si se daba un privilegio en él firmaban los ricohombres y honrados, y como no había comenzado a introducirse el Don, ni lo tenían sino los que eran de la casa Real, firmaban de esta manera: Senior Nuño, senior Gonzalo, y añadían que señoreaban en tal parte. Más adelante con el don añadían don Nuño siendo Señor de Lara, don García siendo señor de Najara. Los que eran testigos y no eran tan principales firmaban así: Senior Lope González, testigo, senior Álvaro Díaz, testigo. De manera que el nombre de don siempre fue preferido, pero vino después de senior que es señor, y al cabo dexando el senior para los no tan principales, quedo sublimado el don y siempre se antepuso el don al señor, y así me parece a mi, porque no a todos los que llamemos señor, dezimos don y en buena cortesía cabe que al que dezimos don llamamos senior. Jerónimo Román de la Higuera,1595.

- En España la doble nn gramatical latina, usada por los visigodos, se transliteró indistintamente como semejante a una simple n con diferentes rasgados, finalmente también se abreviaba con una tilde o Virgulilla, dando así origen a la actual ñ hispana y a la evolución del vocablo senior o sennior en señor.

## Nobiliaria
Según el protocolo actual, se debe tratar a los que poseen este título de Ilustrísimo Señor de…

### Quienes son señores titulados
Sin orden de prelación, porque en su caso particular depende de la circunstancia histórica de las épocas, naciones, países, entre otros: Rey, Príncipe, Duque, Conde, Marqués, Barón, Archiduque, Vizconde, Conde palatino, Ricohombre…

### Pragmáticas Nobiliarias
Felipe II publicó el año 1585 su pragmática de las cortesías y Felipe III, poniéndose como ejemplo, normativizó taxativamente el uso del título nobiliario de señor o señora prefiriéndolo a cualesquiera otros, limitó todas las demás cortesías mediante nuevas pragmáticas, en la última se dice:

Y como quiera que no era necesario en lo que toca a mi, y a las demás personas Reales innovar en cosa alguna de lo que hasta aquí se ha acostumbrado: todavía, para que los demás con mayor obligación, y cuidado guarden y cumplan lo que cerca dello se dirá adelante, queremos y mandamos, que cuando se nos escribiese, no se ponga en lo alto de la carta, o papel otro título alguno, masque, Señor, ni en el remate della no se diga masque, Dios guarde la Católica persona de vuestra Majestad, y sin poner debaxo otra cortesía alguna firme la persona que escribiere la tal carta, o papel, y en el sobre escrito tampoco se pueda poner, ni ponga masque, al Rey nuestro señor. Juan de La Cuesta, 1611.

Esto debía aplicarse de forma omnímoda y en la misma se prohíbe expresamente el uso de excelencia, así como el «señoría» cuando fuera acompañado del superlativo ilustrísima (señoría ilustrísima) exceptuándose a los cardenales y al arzobispo de Toledo «por ser primado de las Españas». En los consejos reales, senado de la monarquía, únicamente se exceptuó al mayor, al presidente del consejo de estado. Desde el rey hacia abajo, todos los demás debían ser tratados netamente como señor o señoría.

## Señor feudal o feudo
En la Edad Media, «señor» era el título del que dominaba en un feudo (señor feudal, que en las fuentes se identifica con la palabra latina dominus, la francesa seigneur o la alemana Herr). Su aplicación en la historiografía actual procura respetar la dualidad de tal condición: señor frente a siervo como relación social de producción (la que expresa el dominio de un noble frente a sus campesinos); y señor frente a vasallo como relación de ámbito sociopolítico (la que expresa el contrato entre dos nobles en términos de subordinación -véase también homenaje-). En España, donde el término «feudo» se aplicaba menos, la palabra castellana «señor» se aplicaba de la misma forma en el contexto del señorío (señor de vasallos, señor jurisdiccional, señor territorial, señor del lugar, señor de horca y cuchillo…) que en el de tenente. Entre los títulos de soberanía de los reyes de España se encuentran los de, «señor de Vizcaya y de Molina». También en Aragón se denominaba Señor a quien recibía unas tierras en honor regalis.

## Señor de esclavos o siervos
El nombre de señor (in potestate dominorum), también desde arcanos antiguos, indicaba superioridad, tutela o propiedad con respecto a los siervos o esclavos de los que alguien era el amo y a quien estos tenían y llamaban igualmente como a señor. Históricamente, nadie llamaba señor al mero propietario de esclavos o siervos, salvo estos. Señor, cuando va connotado de la acepción hebrea de «amo», no es dignidad ni título nobiliario, sino título o escritura de mera propiedad o contrato de servidumbre «contra natura».
- Dice Justiniano: Constitutio juris gentium, qua quis dominio alieno contra naturam subjicitur.
- En las Siete Partidas, servidumbre es:

Postura et establecimiento que ficieron antiguamente las gentes, por la cual los homes, que eran naturalmente libres, se facen siervos, et se meten a señorío de otro contra razón de natura. Ley 1, tit. 21, Part. 4.

## Ámbito religioso
En las religiones monoteístas, el término suele aplicarse a la divinidad (Yahvé, Dios, Alá). En este caso debe iniciarse con mayúscula: «el Señor».
En el judaísmo, el nombre de Dios, que no se debe pronunciar por respeto, es sustituido en las lecturas por la palabra hebrea Adonai, que significa ‘señor’, y que se utilizaba para referirse a una persona importante, con capacidad para ejercer su dominio sobre algo o alguien. Seguían así la misma tradición de culturas próximas, que consideraban a sus dioses los señores del país. Esta idea hebrea estaba sustentada por el convencimiento de que el mundo había sido creado por un único Dios creador (Señor), que había liberado a Israel del dominio de los egipcios («Señor del pueblo de Israel», o Sebaoth: ‘Señor de los ejércitos’).
Posteriormente, al traducir la Biblia al griego (Biblia de los Setenta), Adonai se sustituyó por Κύριος (Kyrios), con el mismo significado (‘señor’). En otras religiones del mundo mediterráneo, especialmente a partir de la época helenística (tanto en la cultura egipcia como en la grecorromana), la idea de considerar a los dioses como señores pasó a expresarse en el lenguaje.
Con la llegada del cristianismo, la palabra «Señor» es utilizada igualmente para referirse tanto a Dios Padre como a Cristo, tradición que se encuentra reflejada ya en las epístolas de Pablo de Tarso (entre los años 51 y 67).

## Usos contemporáneos
- En la actualidad aún se utiliza como expresión de respeto llano, para dirigirse a cualquier persona adulta, o como rasgo admirativo referido a una especial dignidad.

- Puede preceder a un cargo: «El señor presidente».

- Se usa el título «señor» antepuesto al apellido, generalmente para expresar la condición de casado. Es así en expresiones como: «El señor y señora González». En Estados Unidos se incluye el nombre de pila del varón: «El señor y la señora Carlos González».